# Rhipidura diluta
Rhipidura diluta là một loài chim trong họ Rhipiduridae.